# Алфонз Шарх
Алфонз Шарх – Изток (1893—1943), учесник Народноослободилачке борбе и народни херој Југославије.

## Биографија
Рођен је 25. августа 1893. године у Словенској Бистрици, у сељачкој породици. Породица му се касније преселила на Лобницу код Руша, где су обрађивали мали посед. Алфонз је основну школу похађао у Рушама, после чега је обрађивао земљу. Он и његова жена Марија имали су деветеро деце.
После смрти свога брата 1917. године, Алфонз је побегао с фронта на Сочи у „зелени кадар“ на Похорје. С групом Рушана је 1. новембра 1918. године отишао у Марибор, у помоћ генералу Мајстеру при одбрани северне границе. Између два рата дуго је био заставник друштва „Сокол“ у Рушама. Био је политички ангажован, учествовао је у многим народним акцијама, а пред Други светски рат зближио се с члановима Комунистичке партије Југославије у акцијама за одбрану Југославије.
По почетку Априлског рата 1941, био је мобилисан у Југословенску војску и ускоро заробљен у мариборској касарни. Одатле је био пуштен кући, али је после неколико дана поново био ухапшен. Када му је јуна 1941. поново запретило хапшење, повукао се у илегалност.
У време немачког напада на Совјетски Савез, он је већ био с групом илегалаца на Смолнику изнад Руша. После формирања Прве похорске партизанске чете у јулу 1941, био је у вези с њом од почетка. Био је њихов курир и обавештајац. У то се време скривао пред Немцима у бункеру у шуми недалеко од своје куће.
Када је у зиму 1941/'42, у близини Руша од остатака Прве похорске чете основана Рушка чета, он се повезао и с њом. Најзад јој се придружио 2. августа 1942. године, кад су Немци ухапсили чланове његове породице. Супруга му је умрла после три месеца у Аушвицу, а већина деце скончала је у логору за малолетнике у Фронлајтену. Три најстарија сина, Антон, Јожек и Иван, су са групом деце августа и септембра 1942. побегли из логора и придружили се оцу у Рушкој чети.
Кад се 3. новембра 1942, Рушка чета укључила у Похорски батаљон, Шарх је био додељен Трећој чети Похорског батаљона. С батаљоном је учествовао у свим борбама у новембру и децембру 1942. године.
Он и његова три сина били су једни од 69 бораца Похорског батаљона, који су 8. јануара 1943. године изгинули у боју против немачких војника на Осанкарици. Све жртве су после битке сахрањене на централном гробљу у Грацу.
Указом председника Федеративне Народне Републике Југославије Јосипа Броза Тита, 22. јула 1953. године, проглашен је за народног хероја.